# Marina Charłamowa
Marina Charłamowa, ros. Марина Харламова (z domu Iwanowa, [Иванова] ur. 24 maja 1962) – rosyjska lekkoatletka specjalizująca się w długich biegach sprinterskich. W czasie swojej kariery reprezentowała Związek Socjalistycznych Republik Radzieckich.

## Sukcesy sportowe
Największy sukces w karierze odniosła w 1983 r. w Helsinkach, zdobywając brązowy medal mistrzostw świata w biegu sztafetowym 4 x 400 metrów. W 1989 r. wystąpiła w rozegranych w Budapeszcie halowych mistrzostwach świata, awansując do półfinału biegu na 400 metrów.

## Rekordy życiowe
- bieg na 200 metrów – 22,93 – Briańsk 12/07/1988
- bieg na 400 metrów – 50,63 – Moskwa 21/06/1983
- bieg na 400 metrów (hala) – 52,23 – Budapeszt 03/03/1989
- bieg na 500 metrów (hala) – 1:08,86 – Moskwa 14/02/1987[2]